# Хедхантинг
Хедхантинг (від англ. headhunting — полювання за головами, де head — голова і hunting — полювання) або англ. Executive search — це один з напрямків пошуку та підбору персоналу ключових і рідкісних, як за фахом, так і за рівнем професіоналізму фахівців. Головні бухгалтери, юристи, керівники підприємств і фахівці вузьких профілів найбільш часто стають об'єктом уваги хедхантерів.

## Технологія хедхантингу
Основний метод підбору — це активний пошук кандидатів у фірмах профілю замовника, серед тих, хто вже довів, що успішний у бізнесі. В першу чергу, хедхантер аналізує ринок і складає лонг-лист — список організацій, в яких може бути знайдений відповідний кандидат. Коли коло потенційних кандидатів визначено, обраним робиться пропозиція про подальше зростання — зміну місця роботи. Робота ведеться від півтора до шести місяців: «прочісується» весь потенційний ринок кандидатів. У результаті залишається одна-дві кандидатури, які точно відповідають запитам клієнта.
Зателефонувавши, хедхантер представляє потенційному кандидатові себе і свою компанію, позначає мету свого дзвінка. В ході подальшої бесіди намагається зацікавити кандидата настільки, щоб той погодився на інтерв'ю. Інтерв'ю може відбутися в агентстві або ж на нейтральній території, якщо фахівець побоюється «світитися», завітавши до хедхантингової компанії. По закінченні пошуку і відбору клієнту подаються дані про кандидатів. Це — основна інформація про кожного кандидата в стислому вигляді. До основного Curriculum Vitae (анкетні дані, кваліфікація, досвід) додається особиста думка хедхантера, складена на основі співбесіди з кандидатом. Хедхантер інформує клієнта про сильні та слабкі сторони кандидата і висловлює судження про його відповідність висунутим вимогам. Відомості про кандидата мають строго конфіденційний характер. Остаточне рішення щодо представлених кандидатів залишається за клієнтом.
Підібравши підходящих кандидатів, хедхантер представляє їх замовнику і організовує зустрічі з тими, хто справив найкраще враження. Ретельно проводяться співбесіди, на яких всебічно досліджується особистість кандидата, його ділові можливості та мотивація, перевіряються рекомендації. Виявляється мотивація кандидата на роботу у замовника. Ймовірність вдалого підбору при такій технології дуже висока.

## Історія індустрії
Індустрія прямого пошуку і підбору управлінського персоналу виникла, коли консалтинговим компаніям в США, таким, як McKinsey & Company, Booz, Allen & Hamilton знадобилося шукати людей, які були б здатні виконати запропоновані ними стратегії для вирішення проблеми компанії-клієнта. Перші компанії в індустрії були засновані виходцями з McKinsey & Company та Booz, Allen & Hamilton, які змогли перенести стандарти якості та етики консалтингу в компанії по підбору управлінського персоналу. Хоч мало з компаній заснованих в 1950—1960 роках дожили до початку наступного століття, теперішні п'ять лідерів індустрії всі були засновані в ті роки. Сідні Бойден, який очолював відділ підбору управлінського персоналу в компанії Booz, Allen & Hamilton в 1946 році відкрив компанію Бойден в Нью-Йорку, вперше виділивши прямий пошук управлінського персоналу в окрему від управлінського консалтингу індустрію. Heindrick & Struggles був заснований в 1953 році Гарднером Хендрик та Джоном Страглс, також виходцями з Booz, Allen & Hamilton. Навесні 1955 року вони найняли консультанта Спенсера Стюарт, який покинув їх компанію рік потому, щоб відкрити в Чикаго перший офіс компанії Spencer Stuart. В 1969 році Лестер Корн та Рікард Фері заснували компанію Korn/Ferry в Лос-Анджелесі. Russel Reynolds Associates, заснована в 1969 році Расселом Рейнолдсом, банкіром, виходцем з J.P. Morgan. Ряд менших компаній, таких як Battalia Winston, досі замають досить сильні позиції. Засновники тих перших компаній остаточно сформулювали принципи та стандарти індустрії та тим чи іншим способом допомогли сформувати образ професійного консультанта по пошуку та підбору управлінського персоналу.
З самого початку компанії по підбору управлінського персоналу залишалися в тіні і не привертали до себе загальної уваги. Лише в кінці 1980х — початку 1990х років журналісти почали більше слідкувати за подіями в цій індустрії і консультанти по обидві сторони Атлантичного океану отримали всесвітню увагу. Саме тоді журналістами було вигадане різке слово «хедхантер», яким і досі постійно заміняють більш складне для вимови та розуміння поняття executive search.

## Інші технології підбору персоналу
- General recruitment — пошук в бізнес-колах, через особисті ділові зв'язки, робота з власною базою даних топ-менеджерів, ЗМІ та Інтернет.
- Management Selection — підбір середньої управлінської ланки та ключових фахівців високої кваліфікації. Технологія Management selection застосовується для пошуку і підбору менеджерів середньої ланки і затребуваних ключових фахівців, які рідко займаються самостійним пошуком роботи, тому таких людей необхідно активно шукати і мотивувати.
- Скринінг — «поверхневий підбір», він здійснюється за формальними ознаками: освіта, вік, стать, приблизний досвід роботи. В результаті, отримавши масу резюме, відбір здійснює сам замовник, а кадрове агентство виконує роль постачальника приблизно підходящих кандидатів.

## Співвідношення хедхантингу, рекрутингу та прямого пошуку
Часто плутають такі схожі поняття, як рекрутмент, хедхантинг, прямий пошук, між якими існують значущі відмінності. Відмінною рисою прямого пошуку є те, що клієнт вказує список компаній, фахівці яких його цікавлять або повідомляє, що потрібні фахівці з компаній подібної сфери. Завдання фахівця з підбору персоналу полягає в доборі і складанні списку необхідних фахівців, знаходженні контактної інформації, проведення переговорів, оцінки та організації переговорів з клієнтом. Executive Search полягає в пошуку фахівців категорії вищої ланки і включає активні методи підбору персоналу. Даний метод підбору персоналу відрізняється проведенням індивідуальної роботи з клієнтом, мінімальною кількістю рекомендованих кандидатів. Це «якісний пошук», що враховує особливості бізнесу замовника, робочого середовища, ділових та особистих якостей кандидата, який організовується прямим шляхом — без оголошення вакансії в ЗМІ.